# Peridea takasagonis
Peridea takasagonis är en fjärilsart som beskrevs av Matsumura 1929. Peridea takasagonis ingår i släktet Peridea och familjen tandspinnare. Inga underarter finns listade i Catalogue of Life.